# پدرو آلمودوار
پدرو آلمودُوار کابایِرو (به اسپانیایی: Pedro Almodóvar Caballero) (زاده ۲۵ سپتامبر ۱۹۴۹) کارگردان، فیلم‌نامه‌نویس و تهیه‌کننده اسپانیایی است. مشهورترین فیلم‌های او، همه چیز درباره مادرم (۱۹۹۹)، با او حرف بزن (۲۰۰۲)، تربیت بد (۲۰۰۴)، بازگشت (۲۰۰۶)، آغوش‌های گسسته (۲۰۰۹) و درد و شکوه (۲۰۱۹) و مادران موازی (۲۰۲۱) نام دارند.
آلمودوار پس از ساخت فیلم همه چیز دربارهٔ مادرم که جایزه اسکار و بفتای بهترین فیلم خارجی و کارگردانی را در سال ۱۹۹۹ به‌دست آورده بود، به کارگردانی جهانی تبدیل شد.

## زندگی
پدرو آلمودوار به سال ۱۹۴۹ در دهستان کالسادا د کالاتراوا در نزدیکی سیوداد رئال در استان کاستیا-لا مانچا زاده شد. او یکی از چهار فرزند (دو پسر و دو دختر) خانواده‌ای بزرگ و تهیدست روستایی بود. پدرش آنتونیو آلمودوار که اندکی سواد خواندن و نوشتن داشت، بیشتر عمرش را به حمل و نقل بشکه‌های شراب با قاطر مشغول بود.
پدرو آلمودوار آشکارا همجنسگرا است.

## گزیدهٔ فیلم‌شناسی
- پپی، لوسی، بوم (۱۹۸۰)
- هزارتوی شور (۱۹۸۲)
- عادت‌های تاریک (۱۹۸۳)
- مگر من چه کرده‌ام؟ (۱۹۸۴)
- ماتادور (۱۹۸۶)
- قانون میل (۱۹۸۷)
- زنان در آستانه فروپاشی عصبی (۱۹۸۸)
- منو ببند! (۱۹۹۰)
- کفش پاشنه‌بلند (۱۹۹۱)
- کیکا (۱۹۹۳)
- گل اسرار من (۱۹۹۵)
- جسم زنده (۱۹۹۷)
- همه چیز درباره مادرم (۱۹۹۹)
- با او حرف بزن (۲۰۰۲)
- تربیت بد (۲۰۰۴)
- بازگشت (۲۰۰۶)
- آغوش‌های گسسته (۲۰۰۹)
- پوستی که در آن زندگی می‌کنم (۲۰۱۱)
- خیلی هیجان‌زده‌ام (۲۰۱۳)
- جولیتا (۲۰۱۶)
- درد و شکوه (۲۰۱۹)
- برف در بنیدورم (۲۰۲۰)
- مادران موازی (۲۰۲۱)